# Liste der Mitglieder der Badischen Ständeversammlung 1828
Diese Liste umfasst die Mitglieder der Ständeversammlung des Großherzogtums Baden für die Sessionen des Jahres 1828.
Während dieser Zeit kam der 4. Badische Landtag vom 28. Februar bis zum 14. Mai 1828 in 26 Sitzungen der Ersten Kammer und 30 Sitzungen der Zweiten Kammer zusammen und wurde dann bis zur Eröffnung des 5. Landtags im Jahre 1831 geschlossen.

## Präsidium der Ersten Kammer
Präsident: Markgraf Wilhelm von Baden 

Vizepräsident: Fürst Karl Egon zu Fürstenberg 

2. Vizepräsident: Freiherr von Gayling, Oberhofmarschall und Geheimrat

## Mitglieder der Ersten Kammer

### Prinzen des Hauses Baden
- Markgraf Leopold von Baden
- Markgraf Wilhelm von Baden
- Markgraf Maximilian von Baden

### Standesherren
- Fürst Karl Egon zu Fürstenberg
- Fürst Karl zu Leiningen (war nie anwesend)
- Fürst Philipp von der Leyen (war nie anwesend)
- Fürst Georg zu Löwenstein-Wertheim-Freudenberg
- Fürst Karl Friedrich zu Löwenstein-Wertheim-Freudenberg (war nie anwesend)
- Fürst Karl zu Löwenstein-Wertheim-Rosenberg (war nie anwesend)
- Fürst Franz Wilhelm zu Salm-Reifferscheidt-Krautheim (war nie anwesend)
- Graf Karl Theodor zu Leiningen-Billigheim (war nie anwesend)
- Graf August Clemens zu Leiningen-Neudenau (war nie anwesend)

### Vertreter der katholischen Kirche
- Bernhard Boll,[1] Erzbischof von Freiburg

### Vertreter der evangelischen Landeskirche
- Johannes Bähr, Prälat der Evangelischen Landeskirche. Er ist während der Sitzungsperiode im April 1828 verstorben

### Vertreter des grundherrlichen Adels

#### Oberhalb der Murg
- Johann von Türckheim
- Graf Franz von Enzenberg, Geheimrat
- Freiherr Franz Anton von Neveu, Forstmeister
- Graf Peter von Hennin, Hofgerichtsrat

#### Unterhalb der Murg
- Freiherr Friedrich von Zobel zu Darstadt
- Freiherr Franz Rüdt von Collenberg-Eberstadt, Geheimer Referendär
- Freiherr Ludwig von Gemmingen-Hornberg
- Freiherr Karl von Racknitz

### Vertreter der Landesuniversitäten
- Karl August Fröhlich, Kreisdirektor, Vertreter der Universität Heidelberg
- Johannes Matthias Alexander Ecker,[1] Geheimer Hofrat, Professor, Vertreter der Universität Freiburg

### Vom Großherzog ernannte Mitglieder
- Freiherr Wilhelm Ludwig Leopold Reinhard von Berstett, Staatsminister
- Freiherr Karl Christian von Berckheim, Staatsminister
- Konrad von Schäffer, Generalleutnant
- Freiherr Ludwig Christian von Gayling, Geheimer Rat und Oberhofmarschall
- Freiherr Karl von Zyllnhardt, Staatsrat
- Freiherr Karl von Freystedt, Generalmajor
- Freiherr Johann Franz von Kettner, Landoberjägermeister
- Christian Friedrich von Böckh, Staatsrat

## Präsidium der Zweiten Kammer
Präsident: Isaak Jolly 

Vizepräsidenten: Johann Georg Duttlinger, Johann Evangelist Engesser

## Die gewählten Abgeordneten der Zweiten Kammer

### Stadtwahlbezirke
| Wahlbezirk | Bezeichnung des Wahlbezirks     | Name des Abgeordneten        |
| ---------- | ------------------------------- | ---------------------------- |
| S1         | Wahlbezirk der Stadt Überlingen | Severin Merhart von Bernegg  |
| S2         | Wahlbezirk der Stadt Konstanz   | Josef Edler von Chrismar     |
| S3         | Wahlbezirk der Stadt Freiburg   | Josef Anton Gäß              |
| S3         | Wahlbezirk der Stadt Freiburg   | Felix Maximilian Keller      |
| S4         | Wahlbezirk der Stadt Lahr       | Ernst Christoph Ludwig Embdt |
| S4         | Wahlbezirk der Stadt Lahr       | Daniel Völcker               |
| S5         | Wahlbezirk der Stadt Offenburg  | Dominik Hog                  |
| S6         | Wahlbezirk der Stadt Rastatt    | Johann Wolff                 |
| S7         | Wahlbezirk der Stadt Baden      | Philipp Hammer               |
| S8         | Wahlbezirk der Stadt Karlsruhe  | Bernhard Dollmaetsch         |
| S8         | Wahlbezirk der Stadt Karlsruhe  | Karl Füeßlin                 |
| S8         | Wahlbezirk der Stadt Karlsruhe  | Karl Friedrich Küntzle       |
| S9         | Wahlbezirk der Stadt Durlach    | Wilhelm Christoph Fux        |
| S10        | Wahlbezirk der Stadt Pforzheim  | Wilhelm Lenz                 |
| S10        | Wahlbezirk der Stadt Pforzheim  | Benjamin Heinrich Roth       |
| S11        | Wahlbezirk der Stadt Bruchsal   | Franz Alban Cassinone        |
| S12        | Wahlbezirk der Stadt Mannheim   | Franz von Faber              |
| S12        | Wahlbezirk der Stadt Mannheim   | Georg Heinrich Hutten        |
| S12        | Wahlbezirk der Stadt Mannheim   | Johann Daniel Keßler         |
| S13        | Wahlbezirk der Stadt Heidelberg | Johann Georg Klingel         |
| S13        | Wahlbezirk der Stadt Heidelberg | Konrad Franz Roßhirt         |
| S14        | Wahlbezirk der Stadt Wertheim   | Johann Christoph Schlundt    |

### Ämterwahlbezirke
| Wahlbezirk | Bezeichnung des Wahlbezirks                                                              | Name des Abgeordneten             |
| ---------- | ---------------------------------------------------------------------------------------- | --------------------------------- |
| A1         | Wahlbezirk der Ämter Meersburg, Salem, Pfullendorf und Überlingen                        | Anton Baur                        |
| A2         | Wahlbezirk der Ämter Radolfzell, Blumenfeld und Konstanz                                 | Fidel Zembrodt                    |
| A3         | Wahlbezirk der Ämter Stockach, Meßkirch und Engen                                        | Josef Leiber                      |
| A4         | Wahlbezirk der Ämter Blumberg, Stühlingen, Bonndorf, Löffingen und Neustadt              | Johann Georg Duttlinger           |
| A5         | Wahlbezirk der Ämter Villingen und Hüfingen                                              | Johann Evangelist Engesser        |
| A6         | Wahlbezirk der Ämter Tiengen, Jestetten, St. Blasien und Waldshut                        | Josef Karl Kern                   |
| A7         | Wahlbezirk der Ämter Säckingen, Laufenburg und Schönau                                   | Franz Xaver Joseph Ackermann      |
| A8         | Wahlbezirk der Ämter Schopfheim und Kandern                                              | Friedrich Wilhelm Hitzig          |
| A9         | Wahlbezirk des Amtes Lörrach                                                             | Karl Christoph Sulzer             |
| A10        | Wahlbezirk des Amtes Müllheim                                                            | Johannes Kaltenbach               |
| A11        | Wahlbezirk der Ämter Staufen und Heitersheim                                             | Ignaz Sulzberger                  |
| A12        | Wahlbezirk des Amtes Altbreisach mit zum Stadtamt Freiburg zugehörigen Landorten         | Franz Xaver Schnetzler            |
| A13        | Wahlbezirk des Landamtes Freiburg (I) und des Amtes St. Peter                            | Karl Raimund Bannwarth            |
| A14        | Wahlbezirk des Landamtes Freiburg (II) und der Ämter Waldkirch und Elzach                | Johann Baptist Reisky             |
| A15        | Wahlbezirk des Amtes Emmendingen                                                         | Johannes Breithaupt               |
| A16        | Wahlbezirk der Ämter Endingen und Kenzingen                                              | Franz Xaver Frey                  |
| A17        | Wahlbezirk der Ämter Triberg, Hornberg, Wolfach und Haslach                              | Joachim Sattler                   |
| A18        | Wahlbezirk des Amtes Ettenheim                                                           | Ludwig Noppe                      |
| A19        | Wahlbezirk des Amtes Lahr                                                                | Johannes Fischer                  |
| A20        | Wahlbezirk des Amtes Offenburg mit Teilen des Amtes Appenweier                           | Franz Joseph Danner               |
| A21        | Wahlbezirk der Ämter Gengenbach und Oberkirch mit Teilen des Amtes Appenweier            | Mathias Usländer                  |
| A22        | Wahlbezirk der Ämter Rheinbischofsheim und Kork                                          | Johann Hilzinger                  |
| A23        | Wahlbezirk der Ämter Achern und Bühl                                                     | Joseph Vitus Burg                 |
| A24        | Wahlbezirk der Ämter Ettlingen und Rastatt                                               | Mathias Mungenast                 |
| A25        | Wahlbezirk der Ämter Baden, Gernsbach und Steinbach                                      | Michel Jung                       |
| A26        | Wahlbezirk des Landamtes Karlsruhe mit Teilen des Landamtes Bruchsal                     | Siegfried Adolf von Fischer       |
| A27        | Wahlbezirk der Ämter Durlach und Stein                                                   | Johann Friedrich Blum             |
| A28        | Wahlbezirk des Amtes Pforzheim                                                           | Samuel Ludwig Finkenstein         |
| A29        | Wahlbezirk des Amtes Bruchsal mit Teilen des Amtes Eppingen                              | Emmerich Wilhelm Kirn             |
| A30        | Wahlbezirk des Amtes Bretten mit Teilen des Amtes Eppingen                               | Maximilian Christian Beutenmüller |
| A31        | Wahlbezirk der Ämter Philippsburg und Schwetzingen                                       | Johann Michael Zeyher             |
| A32        | Wahlbezirk der Ämter Wiesloch und Neckargmünd                                            | Ludwig Wild                       |
| A33        | Wahlbezirk des Amtes Sinsheim mit Teilen des Amtes Eppingen                              | Christof Keidel                   |
| A34        | Wahlbezirk des Amtes Heidelberg                                                          | Karl Salomo Zachariä              |
| A35        | Wahlbezirk der Ämter Ladenburg und Weinheim                                              | Albert Ludewig Grimm              |
| A36        | Wahlbezirk des Amtes Neckarbischofsheim mit Teilen des Amtes Mosbach (links des Neckars) | Georg Heinrich Reichardt          |
| A37        | Wahlbezirk des Amtes Eberbach mit Teilen des Amtes Mosbach (rechts des Neckars)          | Isaak Jolly                       |
| A38        | Wahlbezirk der Ämter Buchen und Osterburken                                              | Gottfried Weber                   |
| A39        | Wahlbezirk des Amtes Boxberg                                                             | Johann Andreas Schippel           |
| A40        | Wahlbezirk der Ämter Tauberbischofsheim und Gerlachsheim                                 | Gottfried Steinam                 |
| A41        | Wahlbezirk der Ämter Wertheim und Walldürn                                               | Kaspar Dühmig                     |

## Belege und Anmerkungen
1. 1 2 3 4 5 6 7  Dieser Mandatsträger ist in den amtlich veröffentlichten Abgeordnetenlisten als promovierter Akademiker ausgewiesen, d. h. dort üblicherweise mit einem vor dem Namen stehenden Doktor-Grad verzeichnet
2. 1 2  Bis 1931 hieß die Stadt Baden-Baden nur Baden.
3. ↑  Gemäß den Angaben bei Hans-Peter Becht (siehe Literaturliste) wäre Mathias Mungenast aus dem Wahlkreis Blumberg, Stühlingen, Bonndorf, Löffingen, Neustadt entsandt worden. Da jedoch auch der Abgeordnete Johann Georg Duttlinger aus diesem Wahlkreis kam, wäre dieser Wahlkreis gemäß Becht doppelt besetzt gewesen, wohingegen das Mandat des Wahlkreises Ettlingen, Rastatt vakant geblieben wäre! Auf der CD-ROM Für Freiheit und Demokratie. Badische Parlamentsgeschichte 1818–1933 (herausgegeben vom Stadtarchiv Karlsruhe 1997, ISBN 3-9805956-0-9) ist der Abgeordnete Mathias Mungenast dem Wahlkreis Ettlingen, Rastatt zugeordnet, so dass hier offenbar ein Zuordnungsfehler bei Hans-Peter Becht vorliegt.